# Pelosia plumosa
Pelosia plumosa är en fjärilsart som beskrevs av Paul Mabille 1890. Pelosia plumosa ingår i släktet Pelosia och familjen björnspinnare. Inga underarter finns listade i Catalogue of Life.